# Cité d'Antin
La cité d'Antin est une voie privée du 9e arrondissement de Paris, en France.

## Situation et accès
La cité d'Antin débute aux 57 et 61, rue de Provence, et se termine au 5, rue La Fayette.

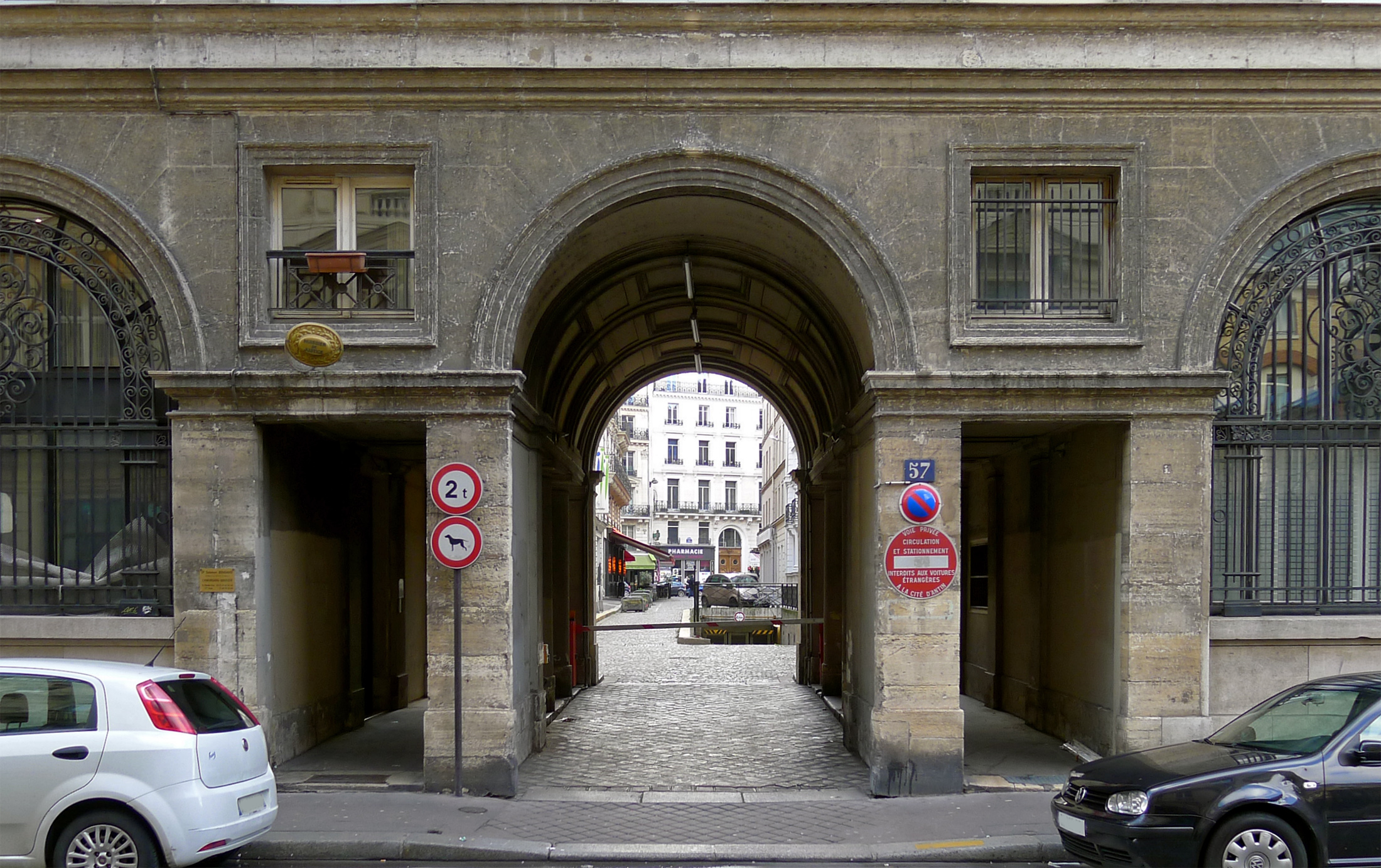
No 57.
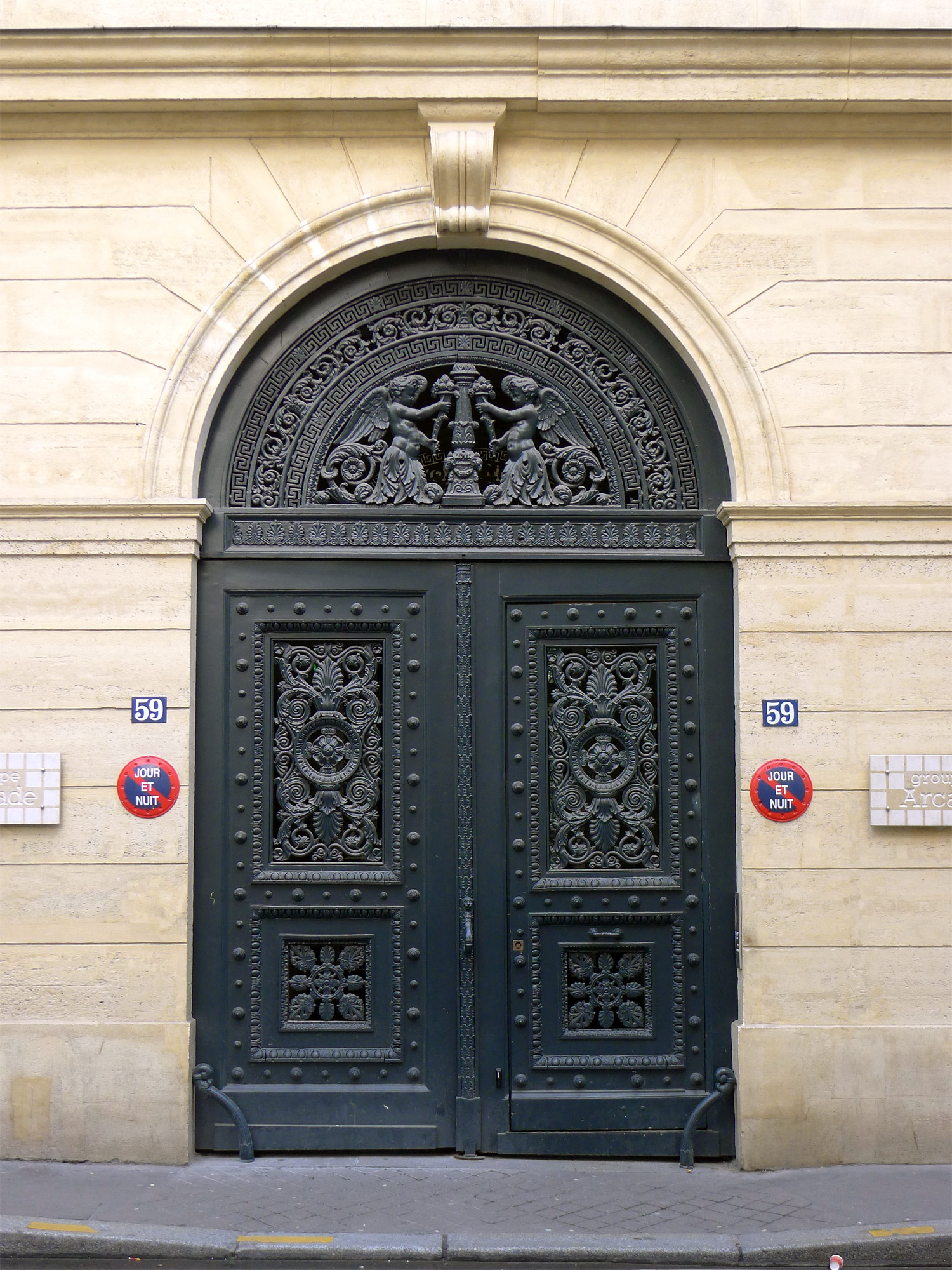
No 59.
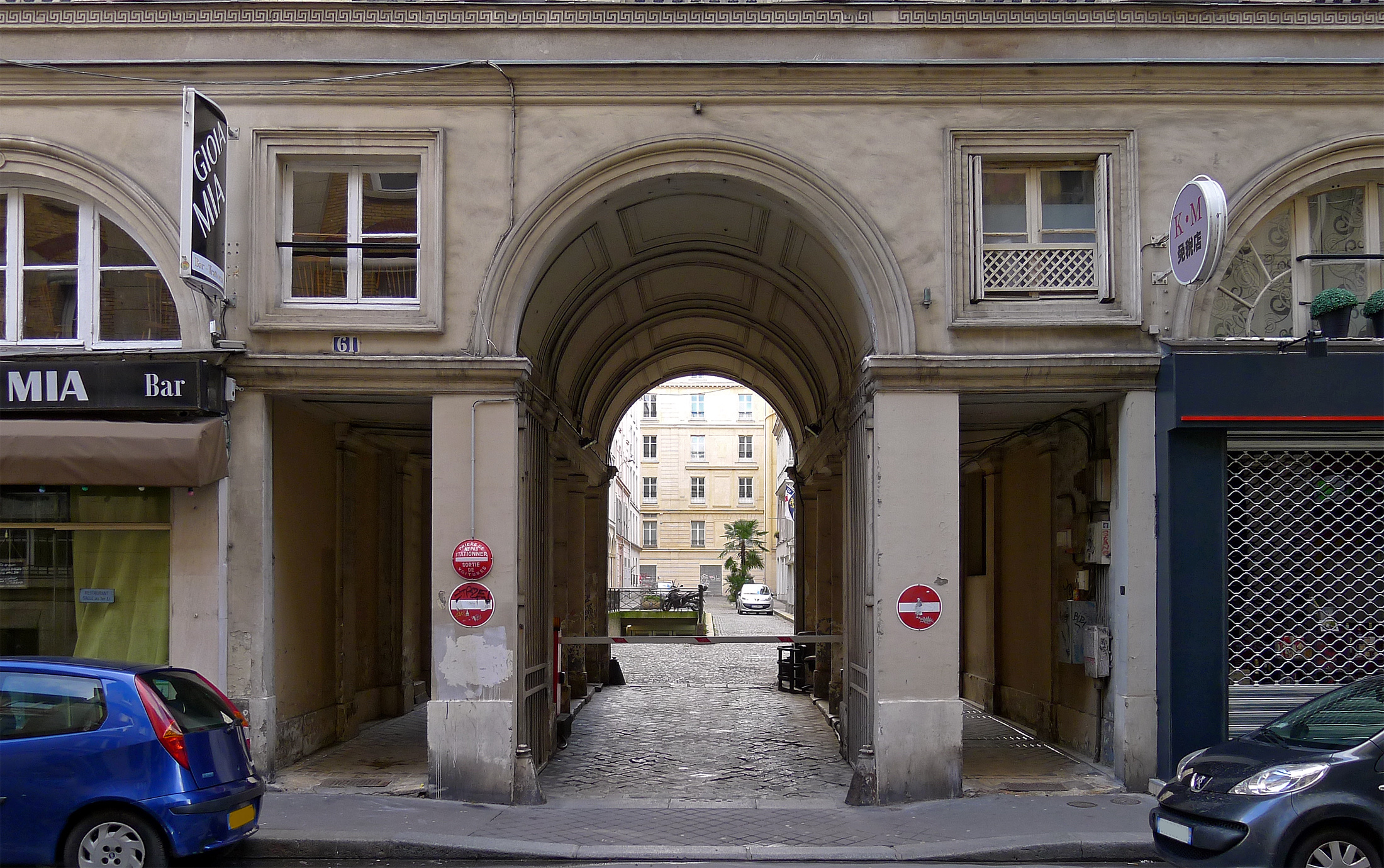
No 61.

## Origine du nom
Son nom est dû au voisinage de la rue de la Chaussée-d'Antin.

## Historique
La cité d'Antin a été ouverte par la compagnie Delaunay en 1829 à l'emplacement d'une partie de l'hôtel de Montesson construit de 1769 à 1772 par l'architecte Brongniart pour la marquise de Montesson.
Cet hôtel fut habité par l'ambassadeur d'Autriche Schwarzenberg en 1810. Un bal donné à l'ambassade à l'occasion du mariage de l'empereur avec l'archiduchesse Marie-Louise en 1810 se conclut par un tragique incendie.

## Bâtiments remarquables et lieux de mémoire
- No 7 : siège de la Fédération française de rugby après la Seconde Guerre mondiale et jusqu'à son déménagement au 9, rue de Liège en 1995[2]. Siège de Familles rurales.
- No 29 : emplacement, jusqu'en 1851, du "Bal des Nègres", établissement de fort mauvaise réputation. Il fut remplacé en février 1852 par la chapelle Saint-André-d'Antin qui disparut à son tour en 1870[3]. Voir aussi Théâtre Mondain.
- No 31 : adresse d'une célèbre maison close, installée là par le Théophile Bader, cofondateur des Galeries Lafayette, et tenue par M. Supper et Mme de Lisy. Elle fut décorée en 1930 d'une série de fresques par le peintre Henri Mahé (1907-1975) sur le thème de L'Histoire amoureuse, dont la description en est donnée par Charles Étienne dans son roman Nuits d'altesse[4]. Théophile Bader croyait ainsi que ses employés cesseraient d'importuner ses vendeuses[5].

### Au cinéma
- Une scène de Peur sur la ville d'Henri Verneuil (1975) y a été tournée : l'arrivée du commissaire Letellier (Jean-Paul Belmondo) et de l'inspecteur Moissac (Charles Denner) chez Germaine Doizon (Rosy Varte) qui réside cité d'Antin.